# Triumph TR8

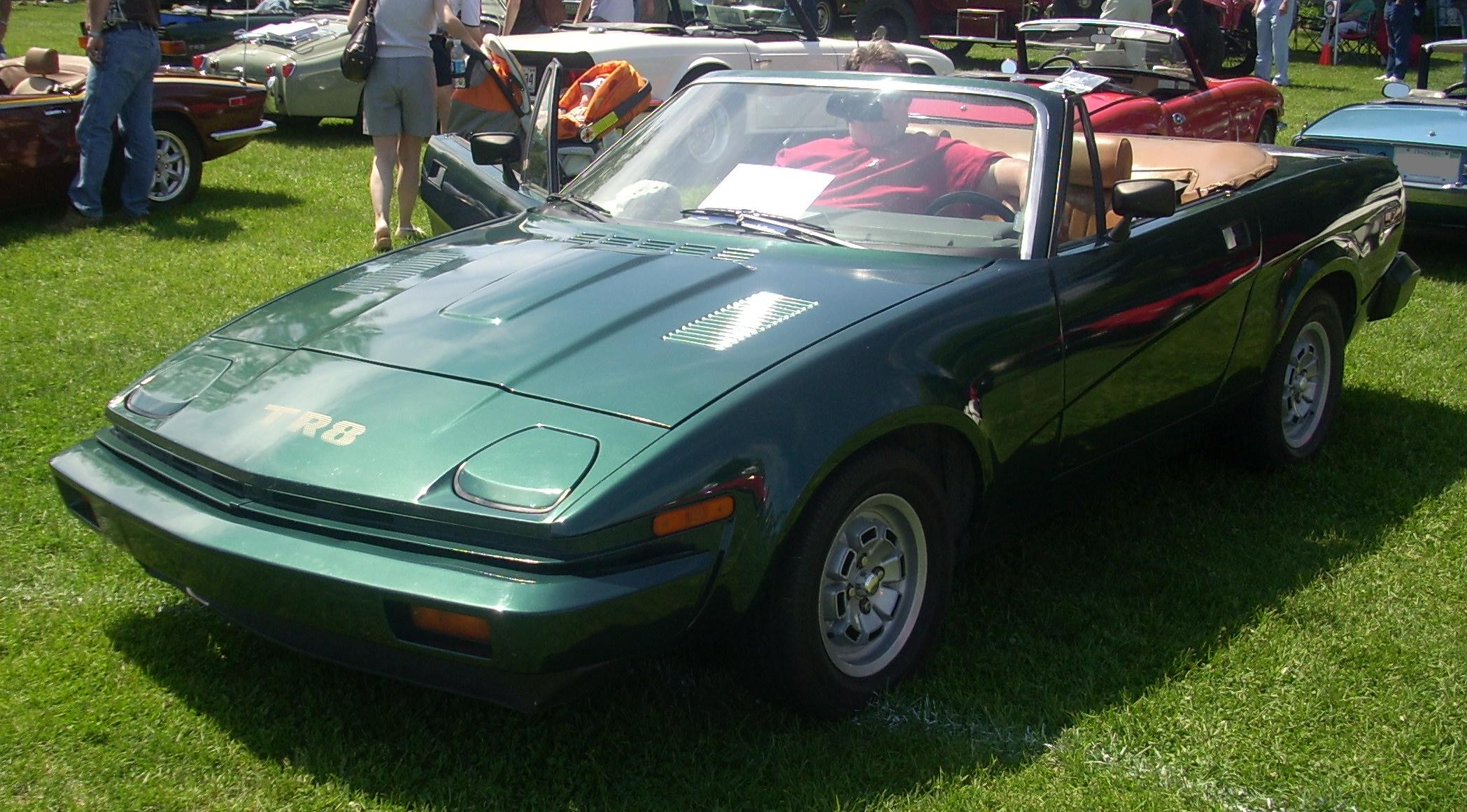
Triumph TR8

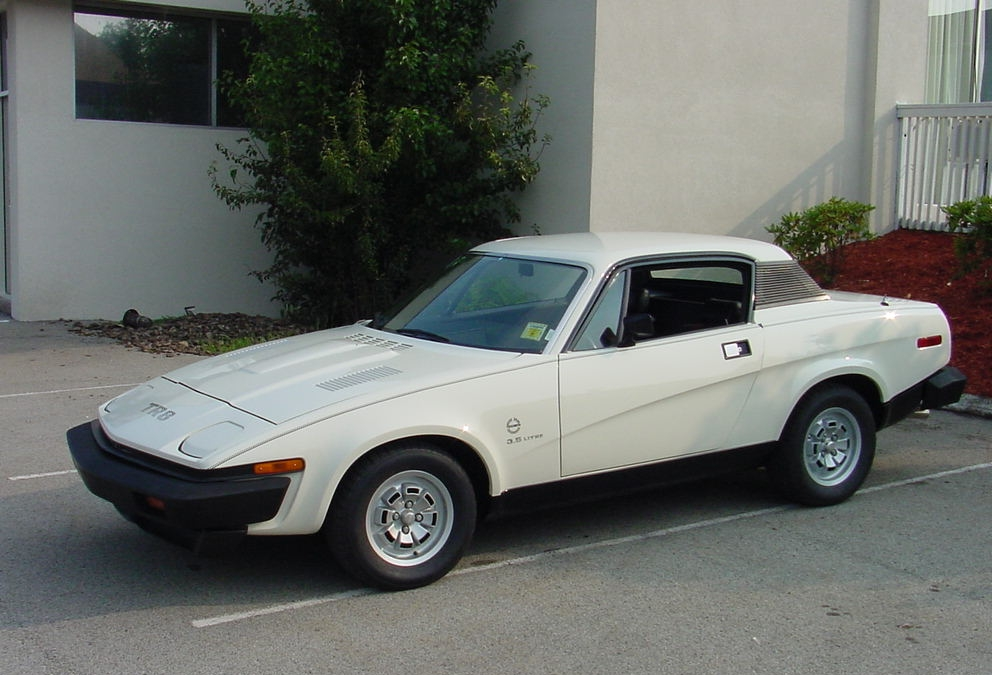
Vista lateral

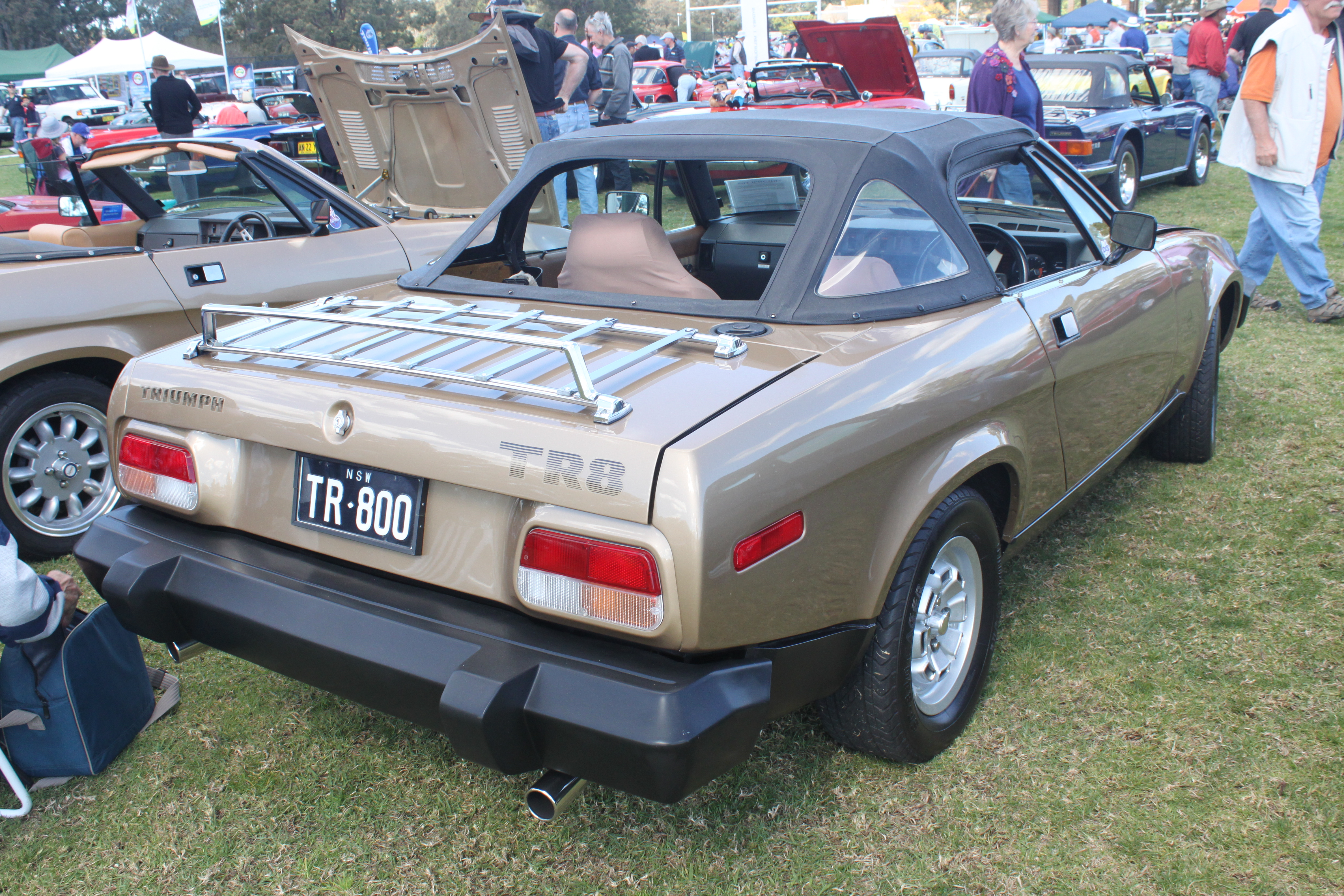
Vista posterior

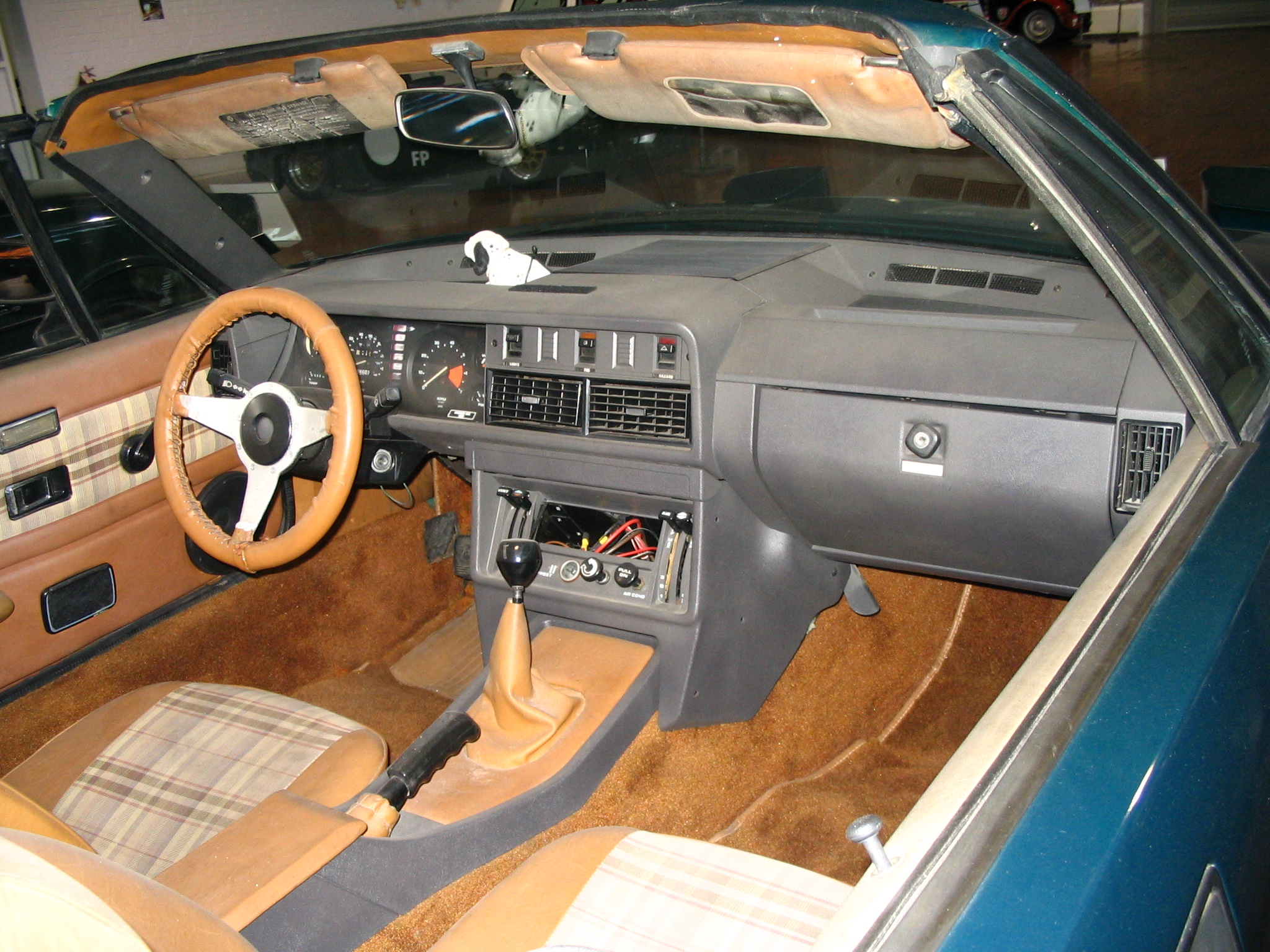
Panel de instrumentos

El Triumph TR8 es una versión con motor de ocho cilindros del Triumph TR7, un automóvil deportivo "en forma de cuña" diseñado por Harris Mann y fabricado por British Leyland (BL), a través de su división Jaguar/Rover/Triumph (JRT). Debido a sus prestaciones sobresalientes, el TR8 recibió en ocasiones el sobrenombre de "Corvette inglés". La mayoría de TR8 se vendieron en Estados Unidos y Canadá.

## Antecedentes
Una versión más potente del TR7 con motor V8 se planeó en las primeras etapas del desarrollo del TR7, un prototipo que se produjo en 1972. Sin embargo, el estado financiero de British Leyland, los problemas laborales, la falta de motores, y el hecho de que tanto MG como Range Rover tenían prioridad, retrasaron el proyecto. En 1978, se construyeron unos 145 prototipos de automóviles con Motor V8 (y generalmente transmisión automática). Estos TR8 "anónimos" (sin insignias de identificación, y todos cupé) fueron evaluados para British Leyland por varios distribuidores y luego vendidos como coches usados.
Los documentos de la Federación Internacional del Automóvil para la homologación del TR8, concedidos el 1 de abril de 1978, incluyen imágenes que muestran un prototipo del TR7 V8 de 1977 con un conjunto de calcomanías que indican que es un TR7 V8. Sin embargo, curiosamente, estas imágenes de homologación del TR8 también muestran que tenía unas grandes calcomanías con el rótulo "Sprint" en las aletas traseras, con la misma fuente tipográfica que los rótulos TR7 y V8 en la tapa del maletero. No está claro en la imagen de la parte delantera del automóvil si tenía o no una pequeña calcomanía Sprint debajo de la calcomanía TR7, como se muestra en el prototipo TR8 en el libro de Hardcastle sobre el motor Rover V8. Ninguna de estas calcomanías forma parte del conjunto utilizado en el automóvil que figura en las imágenes de homologación del TR7 Sprint en los archivos de BMIHT, y en la obra de Knowles titulada "Triumph TR7 The Untold Story". Y, a diferencia de ese conjunto de calcomanías, las calcomanías Sprint que se muestran en este TR8 y en el libro de Hardcastle no se conocen por ningún número de identificación de British Leyland. El uso oficial de estas imágenes en el proceso de homologación puede sugerir que British Leyland jugó con la idea de llamar a este coche "TR7 V8 Sprint" o "TR7 Sprint V8", en algún momento, pero la idea no progresó más allá de cuando estas fotografías fueron tomadas.

## Descripción
El TR8 no usó un motor con árbol de levas en cabeza V8 de origen Triumph en el Stag debido a su peso y a la electrónica de mantenimiento, sino que compartió el motor Rover V8 con el Rover SD1. El motor en sí se derivaba de un V8 Buick/Oldsmobile totalmente de aluminio de 215 plg³ (3,5 L) diseñado a principios de la década de 1960, que Rover adquirió a General Motors a mediados de la década de 1960.
Se trataba de un motor extremadamente fiable, flexible y robusto, especialmente después de que Britih Leyland desarrolló un mejor proceso de fabricación. Los TR8 fueron equipados inicialmente con carburadores gemelos Zenith-Stromberg. Sin embargo, alrededor de 400 unidades de 1980 vendidas en California, todas las 352 unidades de 1981, incluidos veinte coches con carburador para el mercado del Reino Unido, y toda las producidas en 1982 (de las cuales, setenta fueron a Canadá) presentaban un sistema de inyección de combustible Bosch Jetronic con un procesador de inyección de combustible (ECU) de Lucas, especialmente diseñado. Con carburador, el modelo de 1980 rendía 133 HP (99 kW; 135 CV) (a 5000 rpm) y la versión de California con inyección de combustible disponía de 137 HP (102 kW; 139 CV) a la misma velocidad de giro. En 1981, todos los automóviles norteamericanos recibieron una versión unificada con inyección de combustible, produciendo 148 HP (110 kW; 150 CV) a 5100 rpm, pasando de 0 a 60 mph en 8 segundos. Otras diferencias entre el TR8 y TR7 eran los frenos mejorados, la relación del eje revisada (3.08:1 en el TR8 y todos los TR7 automáticos), batería instalada en el maletero, llantas de aleación, volante de cuero y algunos cambios menores en el acabado.

## Producción
Los cupés TR8 basados en el diseño original Harris Mann TR7 fabricados entre 1978 y 1980 son bastante raros; se estima que solo existieron alrededor de 400 cupés TR8 — este número proviene de los registros mantenidos por miembros del club de cuñas con sede en Norteamérica, la Triumph Wedge Owners Association. Para los aproximadamente 150 cupés de preproducción mencionados anteriormente, se produjeron otros 250 cupés más o menos, algunos se vendieron en Canadá como modelos de 1979, pero la mayoría terminaron siendo retenidos y finalmente vendidos en los EE. UU. Como modelos de 1980. En 1979, se introdujo un TR7 Drophead (convertible) renovado por Michelotti, y casi todos los TR8 de producción posteriores eran convertibles. La producción mundial  total , lo mejor que se puede determinar a través de toda la agitación laboral en ese momento, es solo alrededor de 2750, más o menos un "puñado". (El entusiasta Richard Connew revisó los registros de British Motor Heritage Industry Trust y contó 2746). Existen otras estimaciones. La versión alemana de esta página reclama 2722 y cita el TR Register-Austria como fuente; 2815 es el número citado en un artículo de  Classic & Sports Car, de marzo de 1986 y también en el libro de William Kimberley de 1981. Tanto el TR7 como el TR8 se fabricaron hasta octubre de 1981.
Existen muy pocos TR8 genuinos fuera de los Estados Unidos y Canadá. En otros países, el TR7 a menudo se convierte en un "TR7V8" con el mismo omnipresente motor V8 de 3,5 litros Buick / Rover utilizado en los TR8 originales de fábrica. En Australia, una conversión popular de TR7V8 es utilizar la versión de 4416 cc de este motor que se había desarrollado para el  Leyland P76.
En América del Norte, el TR8 se vendió originalmente por alrededor de $ 11,000. Una estimación aproximada actual de la cantidad de estos autos que quedan extraídos del registro de VINs único de la Triumph Wedge Owners Association, los registros actuales de membresía de la Triumph Wedge Owners Association, el World Wide TR7 TR8 Owners Club y el TR Drivers Club UK es de alrededor de 1000 convertibles y 200 cupés.
En el primer trimestre de 2011, había aproximadamente diecisiete TR8 con licencia y 33  SORN TR8 registrados con  DVLA. La precisión de estos datos es cuestionable ya que muchos TR7 convertidos con un V8 se han registrado con DVLA como TR8. De estos cincuenta coches, solo dos son automáticos, pero se sabe que existen más.

## Automovilismo

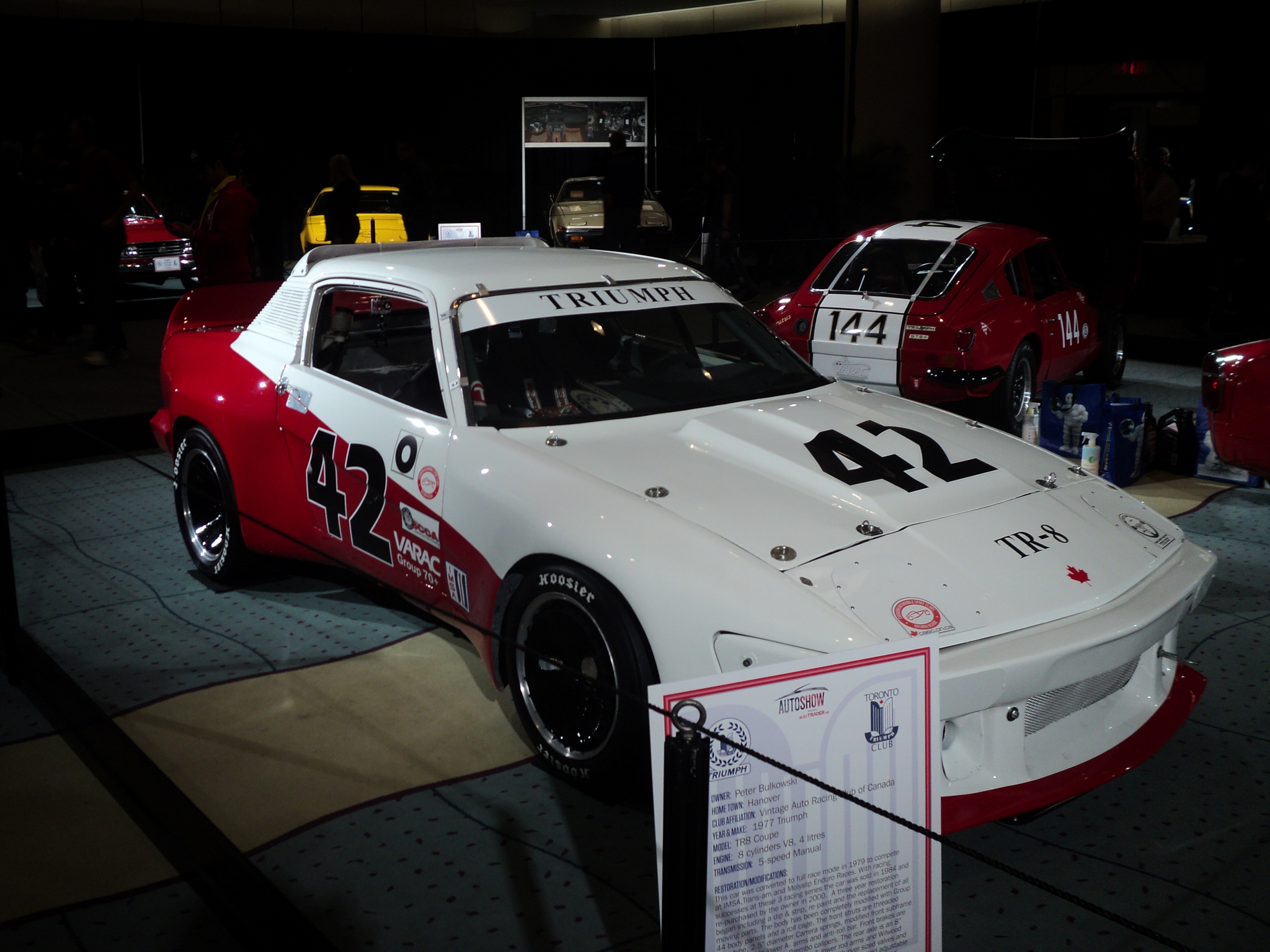
TR8 de carreras exhibido en el Canadian International Autoshow

A pesar de su bajo número de unidades producidas, los TR8 tienen una historia en las carreras interesante. John Buffum corrió con éxito uno como coche de rally a finales de la década de 1970. Bob Tullius, del Grupo 44, dominó las carreras de SCCA en 1979, tanto que la SCCA hizo añadir un considerable peso de "extra" al coche para igualar la competición, por lo que Tullius dejó la Trans Am y compitió con éxito en IMSA GT. Los TR8 participaron con éxito en las series de concesionarios de la SCCA promovidas por Morey Doyle (Nacionales y Regionales) y Ted Schumacher (Nacionales). Schumacher y Doyle tuvieron un gran éxito en la serie Playboy/Escort Endurance con su coche. Al comienzo de la última carrera del año, Schumacher estaba cuarto en la clasificación general por puntos (a solo tres puntos del primero) cuando un accidente arruinó sus posibilidades; sin embargo, terminó séptimo en los puntos del fabricante para ese año, todo sin ayuda oficial de fábrica. Al menos tres coches siguieron participado en la clase ITS de la SCCA. Morey Doyle y su hijo Andy corrieron en sus TR8 en la región del Medio Oeste, y junto a sus hijos, Morey C. y Andy, prepararon el coche para las pruebas nacionales de SCCA en E-Prod en el Indianapolis Motor Speedway (2017). Jeff Young corrió con su TR8 verde en la División Sudeste con numerosas victorias en carreras regionales y el campeonato ITS SARRC de la División Sudeste de 2011, compitiendo contra más de setenta pilotos con Mazda RX7, Miata, 240/260/280z, BMW 325i, Porsche 944 y Acura Integra.
El TR8 se homologó dentro del Grupo 4 el primero de abril de 1978. De acuerdo con las reglas de la Federación Internacional del Automóvil que se aplicaban en ese momento, el reconocimiento habría requerido la producción de 400 coches similares aptos para su venta normal. Sin embargo, los registros de producción (en los archivos de BMIHT) muestran que en ese momento solo se habían construido unos 150 automóviles, principalmente debido a la actividad industrial en la planta de British Leyland de Speke, que padeció una huelga de 17 semanas desde noviembre de 1977. El periodista de rallies e historiador Graham Robson cita a John Davenport (director de British Leyland Motorsport en ese momento) recordándole que "en aquellos días no había un sistema de inspección riguroso de la FIA. Siempre que se proporcionaran hojas de producción firmadas por un gerente importante, nadie se preocupaba ... ." Robson continúa afirmando que "Luego se habló mucho de manera rápida y persuasiva, para demostrar que más de 500 automóviles [sic] fueron construidos, parcialmente construidos o quedaron atrapados en el pantano de la huelga de Speke". Sin embargo, las reglas de la FIA son claras en cuanto a que solo los coches completos pueden contarse para cumplir este requisito.
A diferencia de los papeles para la homologación del TR7 en 1975, los de la homologación del TR8 en 1978 no incluyen un número de producción alcanzado ni una fecha para ello. Por lo tanto, no está claro cuántos prototipos de TR8 creía la FIA que se habían terminado. Sin embargo, también está bien documentado que el Ford Escort fue re-homologado directamente en el Grupo 4 en 1977 cuando solo se produjeron alrededor de 108 unidades, y posiblemente solo los 50 (con la marca X0) producidos en 1977 deberían haberse computado: se requería que se produjeran en 24 meses, y el Escort RS del Grupo 4 fue homologado con la versión de 1975 cc del motor BDA.
Entonces, parece que cuando un automóvil del Grupo 4 era una modificación de un automóvil aprobado existente, como lo era el TR8 respecto al TR7, la FIA pudo otorgar la aprobación en un número mucho menor de automóviles que los 400 establecidos en los requisitos de homologación (posiblemente solo unos 50 coches). Esto también parece aplicarse al Vauxhall Chevette HSR, Porsche 924 Carrera GTS y Triumph TR7 Sprint (para la nueva aprobación de la culata de 16 válvulas, para permitir su uso continuo en 1978, tras un cambio en las reglas de homologación), donde queda claro que la FIA no podría haber sido persuadida de que se habían producido o se producirían 400 coches.
El TR8 no era todavía un automóvil producido en serie en abril de 1978 y no salió a la venta en América del Norte hasta mediados de 1979. Según Graham Robson, el coche de rally del Grupo 4 se llamó TR7V8 como un compromiso con el departamento de ventas de British Leyland.